# Lāčplēsis
Lāčplēsis (littéralement « Tueur d'ours ») est une épopée d'Andrejs Pumpurs, poète de Lettonie, qui l'écrivit entre 1872 et 1887 sur la base de légendes locales. Lāčplēsis est considéré par les Lettons comme une épopée nationale.
Cette épopée est reprise par les Lettons le 11 novembre pour commémorer le jour de Lāčplēsis, jour de la victoire décisive en 1919 lors de la guerre d'indépendance de la Lettonie.
L’œuvre est adaptée au cinéma par Aleksandrs Rusteikis en 1931, avec le même titre Lāčplēsis.